# Înregistrare recuperată (gen de film)
Înregistrare recuperată (în engleză: found footage) este un gen cinematografic care urmează un șir al narațiunii care se pretează a prezenta un film în totalitate, sau parțial, ca fiind o înregistrare video autentică, în cea mai mare parte fiind filmată chiar de protagoniștii istorisirii. Genul se caracterizează prin imagini luate de subiect, care face parte integrantă din acțiune cu cameră, prin calitate vizuală sau calitate audio slabă. Prima înregistrare recuperată datează din 1971, apărând în Punishment Park (regizat de către Peter Watkins), dar a cunoscut succesul din 1999 începând cu filmul The Blair Witch Project fiind folosită tot mai des la sfârșitul anilor 2000 în filme precum REC, Activitate paranormală, Cloverfield etc.
În ultimii ani, genul cinematografic found footage a devenit din ce în ce mai răspândit, apărând treptat în mai multe filme de-a lungul anilor.
Majoritatea producțiilor de tip found footage aparțin genului horror, modul de filmare captivând publicul prin efecte de imagine și poveste, creând iluzia prin care publicul este supus unor efecte psihologice pe care îi influențează să creadă într-o anumită măsură că ar face parte din film. 

## Exemple
- Proiect Vrăjitoarea (1999)
- Seria Activitate paranormală (2007 - 2015)
- Ultimul exorcism (2010)
- Seria V/H/S (V/H/S/2, V/H/S: Viral)
- Precum în iad, așa și pe pământ (2014)
- Vizita (2015)